# Bennett Building (Nueva York)
El Bennett Building es un edificio de hierro fundido en el Distrito Financiero del Lower Manhattan en Nueva York (Estados Unidos). El edificio está en el lado occidental de Nassau Street, y abarca toda la cuadra desde Fulton Street hasta Ann Street. Si bien el Bennett Building tiene una dirección principal de 93-99 Nassau Street, también tiene entradas en 139 Fulton Street y 30 Ann Street.
El edificio fue diseñado por Arthur D. Gilman en el estilo del Segundo Imperio francés, con expansiones de James M. Farnsworth que siguieron de cerca el diseño original de Gilman. El Bennett Building tiene una fachada de hierro fundido completamente realizada, el ejemplo más grande conocido en el mundo, y es uno de los dos edificios de oficinas de estilo Segundo Imperio que quedan al sur de Canal Street con caras de hierro fundido. Las tres fachadas completamente diseñadas del edificio dan a las calles Fulton, Nassau y Ann, mientras que el cuarto lado da a una propiedad adyacente y está hecho de ladrillo liso.
El homónimo del edificio fue James Gordon Bennett Jr., quien encargó el proyecto como inversión. La estructura original diseñada por Gilman tenía siete pisos de altura, incluido un techo abuhardillado. El inversor inmobiliario John Pettit compró el edificio en 1889 y contrató a Farnsworth para diseñar dos ampliaciones. El techo abuhardillado original fue demolido para permitir la adición de los cuatro pisos superiores entre 1890 y 1892, mientras que se erigió un anexo de once pisos en Ann Street en 1894. Después de la desaparición de Pettit en 1898, la propiedad del Bennett Building pasó a varias otras empresas e individuos, que hicieron modificaciones menores al edificio. En 1995, la Comisión de Preservación de Monumentos Históricos de la Ciudad de Nueva York designó el edificio como un lugar emblemático de Nueva York. El Bennett Building también es una propiedad que contribuye al Distrito Histórico de Fulton – Nassau, un distrito del Registro Nacional de Lugares Históricos creado en 2005.

## Sitio
El Bennett Building está ubicado en el distrito financiero de Manhattan. El edificio da a Nassau Street al este, Fulton Street al sur y Ann Street al norte. Con fachada en las tres calles, tiene tres direcciones: una dirección principal en 93-99 Nassau Street, así como direcciones alternativas en 139 Fulton Street y 30 Ann Street. Los edificios cercanos incluyen el Fulton Center al oeste; el edificio de la compañía Keuffel and Esser al sureste; 5 Beekman Street y Park Row Building al norte; y la Capilla de San Pablo al oeste.
La parcela del Bennett Building tiene forma de "L" y mide aproximadamente 22,9 m en Fulton Street, 35,7 m en Nassau Street, y 30,5 m en Ann Street. Según el Departamento de Planificación Urbana de Nueva York, el lote cubre 958 m². Cuando se construyó, el Bennett Building ocupaba un lote más pequeño, cotizado como 35,7 m en Nassau Street, 22,9 m en las calles Fulton y Ann, y 38,1 m en la línea de lote oeste. El anexo tiene una fachada de unos 7,6 m en Ann Street y mide 17,7 m de profundidad.

## Diseño
El Bennett Building es un edificio tipo loft de hierro fundido diseñado al estilo del Segundo Imperio Francés. Tiene diez pisos completos, así como un ático de dos pisos. Originalmente tenía siete pisos, con el piso superior como un techo abuhardillado. La sección original fue diseñada por Arthur D. Gilman y es el único edificio restante en Manhattan que diseñó. La mansarda era una característica del estilo del Segundo Imperio, pero la fachada de hierro fundido era un nuevo diseño en el momento de su finalización. Los tres pisos superiores y el ático se agregaron en 1890-1892, y en 1894 se agregó una extensión de 11 pisos del edificio en Ann Street, ambos con diseños de James M. Farnsworth. Ambas adiciones de Farnsworth siguieron cuidadosamente el diseño original de Gilman. Es principalmente un edificio comercial y de oficinas, con 159 unidades, siete de las cuales son residenciales.
Con una altura de 38,1 m, fue descrito en The New York Times como probablemente el edificio más alto del mundo con una fachada de hierro fundido. Además, es uno de los dos edificios de oficinas restantes del Segundo Imperio en Manhattan al sur de Canal Street con una fachada de hierro fundido, siendo el otro 287 Broadway. Aunque hay otros edificios de hierro fundido de la misma época al sur de Canal Street, como el edificio Cary y 90–94 Maiden Lane, se utilizaron para otros fines, principalmente comerciales.

### Fachada
Las tres fachadas contienen pilastras verticales paneladas, ventanas de arcos segmentados y cornisas. La fachada se divide en ocho tramos en Fulton Street, doce en Nassau Street y once en Ann Street, así como dos en las esquinas noreste y sureste. Las esquinas se enmarcaron originalmente con pabellones de esquina, y la planta baja se diseñó originalmente como un sótano elevado. Al igual que los contemporáneos de hierro fundido, el Bennett Building tiene varias secciones repetidas en su fachada, pero a diferencia de edificios similares, las columnas no están apiladas unas sobre otras.

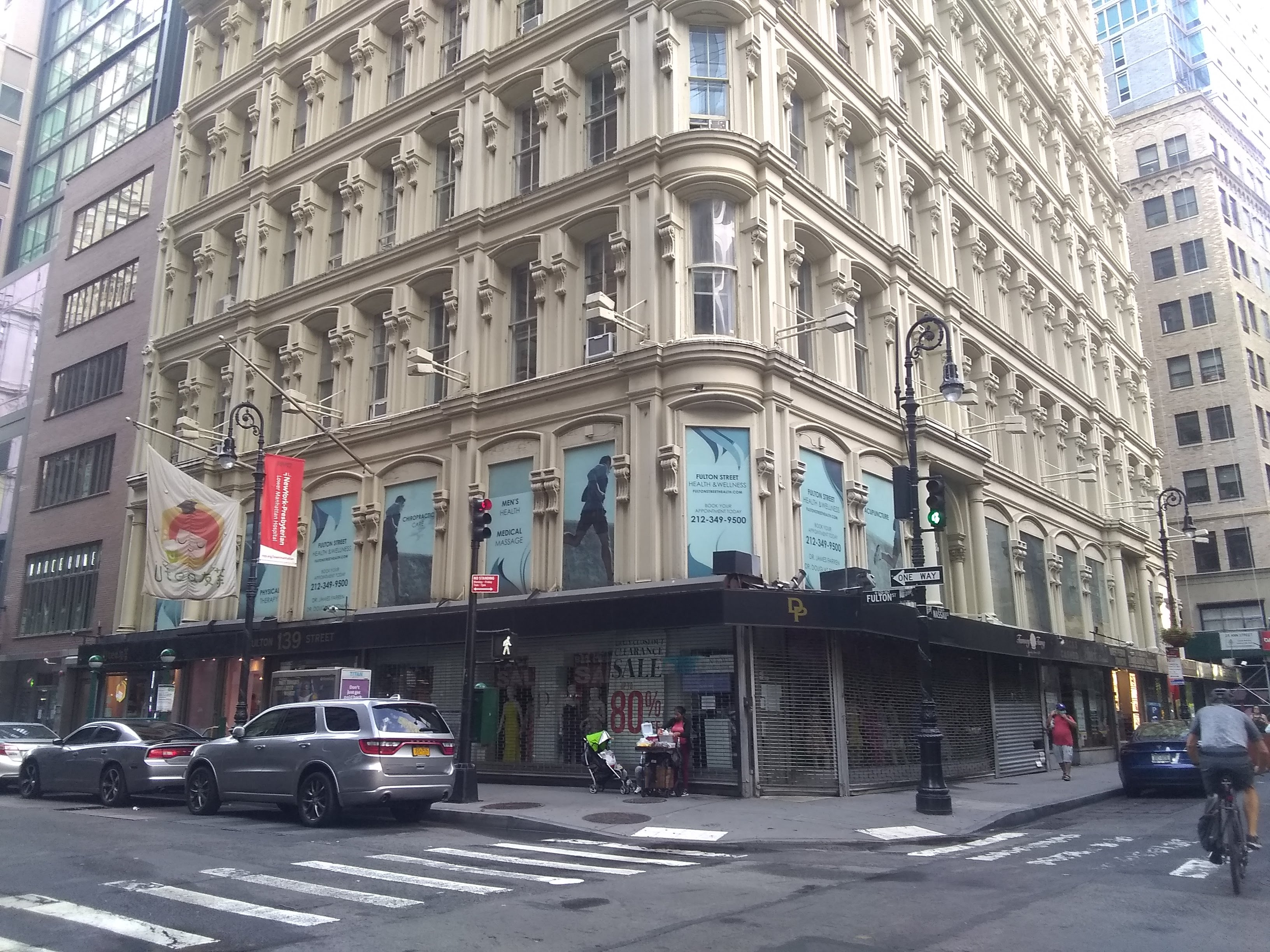
La base, vista en la esquina de las calles Fulton y Nassau en 2020

A nivel del suelo, originalmente había cuatro entradas: una en cada extremo del lado de Nassau Street, así como una en cada extremo occidental de los lados de Fulton y Ann Street. Las entradas originales estaban decoradas con columnas y entablamentos, que originalmente sostenían arcos de medio punto. Las entradas de Nassau Street tenían un tramo de ancho, dentro de los tramos tercero y décimo de sur a norte, mientras que las entradas de Fulton y Ann Street tenían dos tramos de ancho, que abarcaban los tramos séptimo y octavo de este a oeste. Las renovaciones de los años 1980 le dejaron tres entradas: una principal en Fulton Street (al este del arco de entrada original allí), la del segundo piso en la parte sur del lado de Nassau Street y una de carga en Ann Calle. La planta baja se diseñó inicialmente como un sótano elevado, con cada tramo separado por pilares verticales rústicos de hierro fundido. La fachada de Ann Street todavía está diseñada de esta manera, pero los lados de Fulton y Nassau Street están empotrados detrás de los escaparates.
La fachada sobre la planta baja consta de tramos separados por pilastras paneladas; se proyectan cornisas con molduras sobre cada piso; hay aberturas de puertas y ventanas arqueadas; y hay ménsulas enrolladas que flanquean las aberturas de las ventanas. Grandes pilastras salientes flanquean las tramos de las esquinas, las tramos de entrada originales en Fulton y Ann Street, y las dos tramos más al este en las calles Fulton y Ann. Cerca de la parte superior de cada marco de ventana, hay etiquetas moldeadas en cada pilastra. Un entablamento con dentición y un parapeto se extiende por encima del décimo piso. Las tres tramos más al oeste de Ann Street son parte del anexo de 1894. Están diseñados de manera casi idéntica al resto de la fachada, con pequeñas diferencias en los detalles decorativos, y se elevan once pisos en lugar de diez. La fachada occidental del edificio y el ático del duodécimo piso están diseñados en ladrillo liso y dan a un pequeño patio de luces que se eleva sobre el primer piso.

### Características
Los seis pisos más bajos de la estructura original en las calles Fulton y Ann son muros de carga, mientras que el lado de Nassau Street es un muro cortina no portante. Los cuatro pisos superiores, los áticos y la pared frontal del anexo de Ann Street también son muros no portantes, ya que estas secciones se construyeron con construcción de jaulas. En el momento de la construcción del Bennett Building, el hierro fundido se usaba típicamente para un solo muro cortina, y la mayoría de los edificios de hierro fundido tenían de cinco a seis pisos de altura. Las estructuras en las esquinas, como el edificio EV Haughwout, podrían usar hierro fundido para dos muros, uno es un muro de carga y otro es un muro no portante.
Los registros del Departamento de Edificios de Nueva York informaron que la estructura interior del edificio original estaba hecha de madera. Los escritores de arquitectura Sarah Landau y Carl Condit, sin embargo, afirmaron que las vigas de madera habrían sido inusuales para un edificio tan grande y prominente como el Bennett Building. Las observaciones de Landau y Condit encontraron que, en cambio, los pisos se llevaban sobre arcos de ladrillo, colocados entre vigas de hierro forjado, cuyos centros estaban espaciados 1,5 m aparte. Las vigas, a su vez, descansaban sobre ménsulas de hierro fundido unidas a los tabiques de ladrillo del edificio.
Según un anuncio de 1873 en el New York Herald (cuyo propietario James Gordon Bennett Jr.había desarrollado el Bennett Building), las oficinas de la estructura iban desde pequeños "cubículos" hasta espacios relativamente grandes de 7,9 por 20,4 m. El anuncio del Herald indicaba que el edificio tenía una lista de alquiler de 125 000 por año, y que las tarifas de alquiler en los pisos superiores eran progresivamente más bajas que en los pisos inferiores, excepto en los escaparates de la planta baja. El edificio estaba destinado a atraer firmas de seguros, mercantiles, corretaje y legales en el primer piso, y oficinas de bancos y compañías de seguros en el segundo piso. El Bennett Building se construyó con dos ascensores y dos escaleras. Según los informes, los ascensores funcionaban a una velocidad sin precedentes de 150 m/min, pero su ubicación precisa no está clara. Cuando se completó el edificio, la tecnología de ascensores aún era relativamente nueva, cual fue una posible razón por la cual el costo de la renta era menor en los pisos superiores. El edificio contó con calefacción de vapor desde el principio y, tras la llegada de la iluminación eléctrica, sus propietarios agregaron una planta generadora.

## Historia
James Gordon Bennett Sr. fundó el New York Herald en 1835 y, en diez años, se convirtió en uno de los periódicos más rentables de Estados Unidos. Después de mover el Herald varias veces en su primera década, Bennett Sr. compró el lote de la esquina noroeste en las calles Fulton y Nassau en 1843. Finalmente, fue dueño de todos los edificios en 135-139 Fulton Street, 30-34 Ann Street y 93-99 Nassau Street. Después de la quema del Museo Americano de Barnum adyacente en Broadway y Ann Street en 1865, Bennett Sr. contrató a Kellum & Son para construir una estructura a prueba de fuego para el Herald en el sitio de Barnum, completado en 1866. [menor alfa 3] En ese momento, los edificios residenciales en el área estaban siendo reemplazados por desarrollos comerciales. Estos tendían a ser estructuras a prueba de fuego de entre cuatro y seis pisos, utilizando la tecnología más avanzada disponible en ese momento, como los ascensores. Además, Nassau Street se había convertido en una de las áreas más concurridas de Nueva York para los trabajadores de oficina en la década de 1870.

### Construcción y primeros años
Bennett Sr. entregó el control del Herald a su hijo James Bennett Jr. en abril de 1867. Bennett Jr. encargó Gilman para diseñar un nuevo edificio para reemplazar la antigua sede Herald ' en las calles Fulton y Nassau, en sustitución de varios edificios más pequeños en ese sitio. Gilman presentó planos de construcción varios días después de que Bennett Sr. muriera en junio de 1872. Gilman propuso construir un edificio de hierro fundido con siete pisos, el piso superior ubicado dentro de un techo abuhardillado, con características entonces modernas como ignífugos y ascensores. Las características a prueba de fuego fueron una medida de precaución agregada después del Gran Incendio de Chicago en 1871 y el Gran Incendio de Boston de 1872. El edificio estaba listo para recibir a sus primeros inquilinos en mayo de 1873. Entre estos primeros inquilinos se encontraba un banco privado llamado LS Lawrence & Company, que estaba involucrado en el cambio de divisas y cobros. En el momento de su finalización, era uno de los edificios más altos de Nueva York, elevándose sobre otras estructuras en Nassau Street.
El Bennett Building no estaba particularmente cerca de los tribunales del Centro Cívico al norte ni de las firmas financieras que rodeaban físicamente a Wall Street al sur. La recesión financiera del Pánico de 1873 ralentizó temporalmente la construcción en la ciudad, pero cuando la economía se recuperó, edificios como el Morse Building, el New York Tribune Building y el Temple Court Building se construyeron más cerca del Civic Center para atender a los abogados. Esto llevó a Real Estate Record and Guide a describir el desarrollo de Bennett Jr. del Bennett Building como "un poco demasiado anterior" en 1882. Además, su altura había sido superada por otras estructuras como el Edificio Morse en la década de 1880.

### Expansión

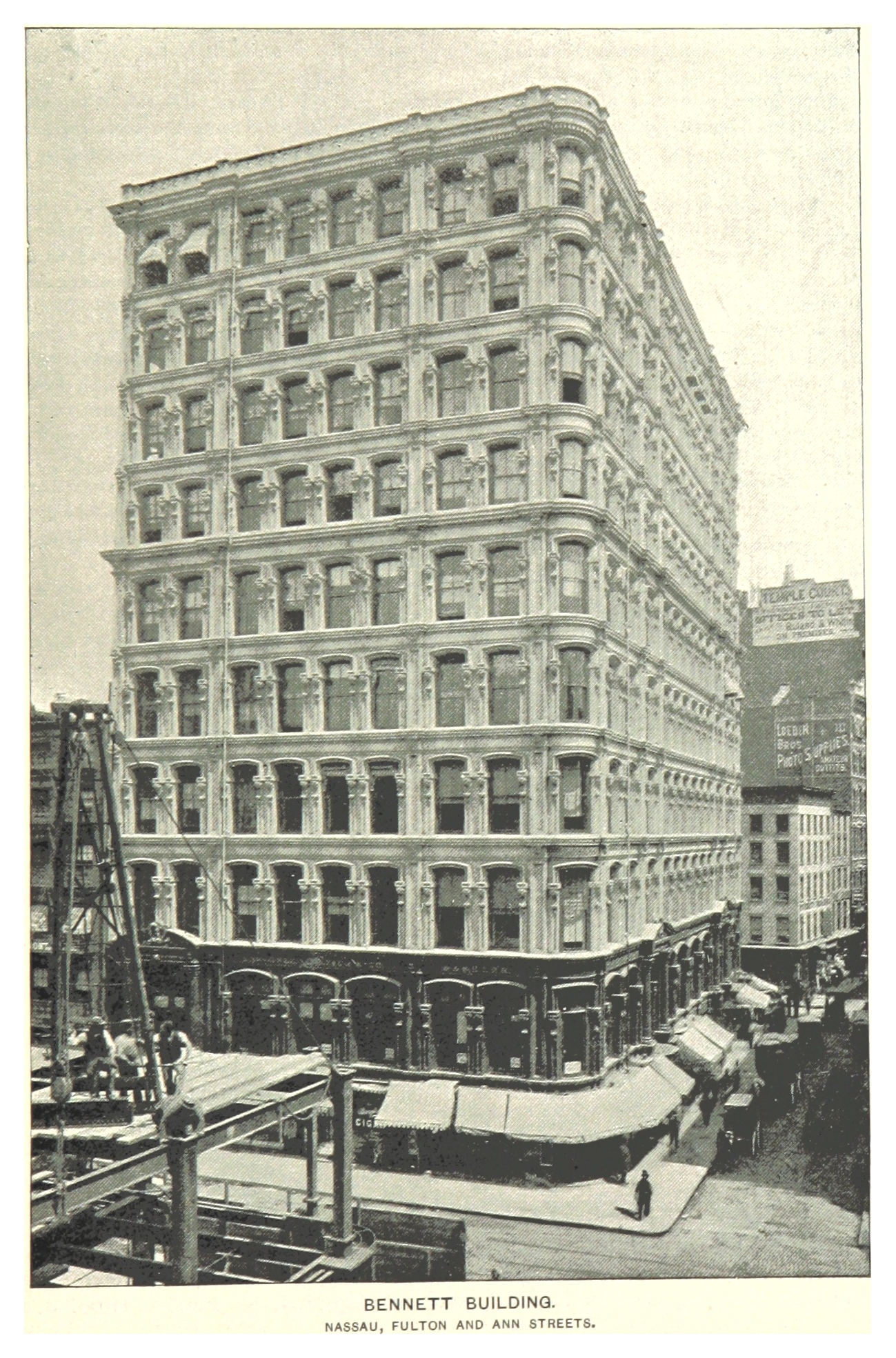
La fachada sur del Bennett Building, como se vio en 1893 después de que se construyeron los cuatro pisos adicionales.

El desarrollador inmobiliario John Pettit compró el Bennett Building de Bennett en octubre de 1889 por 1,6 millones de dólares. Para entonces, los ascensores y otros sistemas mecánicos estaban anticuados. Además, los interiores estaban sucios, el personal de administración se consideró inadecuado y los techos altos se consideraron un uso ineficiente del espacio. The New York Times declaró que el edificio "desde entonces se había quedado en la parte trasera por la marcha de la mejora". Pettit se especializó en el desarrollo de edificios de oficinas en Nueva York y, a menudo, se asoció con el arquitecto James M. Farnsworth, quien ayudó a diseñar los edificios Morse y Temple Court. Una publicación contemporánea decía de la venta: "El nombre de Pettit es en sí mismo una garantía suficiente de transacciones de buena fe desde que ha estado conectado con un trato honorable y recto".
Poco después de que Pettit comprara el Bennett Building, fue contratado para diseñar una extensión de tres pisos para el edificio, lo que implicó demoler la buhardilla del sexto piso y agregar tres pisos más un ático. Los trabajadores también renovaron el interior y reemplazaron los ascensores y otros sistemas mecánicos. Las adiciones al piso comenzaron en 1890 y se completaron en 1892. Los inquilinos del edificio recientemente ampliado incluían una sucursal de la Postal Telegraph Company, un miembro del Congreso de los Estados Unidos, arquitectos, banqueros, editores y fabricantes. Pettit compró una de 25 pies (7,6 m) lote en 28 Ann Street, al oeste de su propiedad existente, en 1894. Farnsworth fue contratado para construir una extensión del edificio a lo largo del nuevo lote, en casi exactamente el mismo estilo que el edificio antiguo. Las renovaciones costaron 200 000 dólares en total, pero como Pettit había obtenido una segunda hipoteca de 300 000 dólares, no tuvo que invertir su propio dinero.
Cuando se completó la expansión, los inquilinos estaban llenando rápidamente el espacio vacante. En mayo de 1894, Pettit vendió el Bennett Building original, pero no su anexo, a Theodore A. Havemeyer por 1,5 millones de dólares. Sin embargo, la venta no se concretó el mes siguiente debido a un desacuerdo sobre si Bennett Jr. tenía derecho a ofertar por la venta de las propiedades de su padre. El anexo se consideró inicialmente un edificio independiente, pero no tenía entrada propia, lo que llevó al New-York Tribune a describir el anexo como "la única estructura de oficinas sin entrada propia en esta ciudad". Después de que se completó el anexo, se dijo que el edificio valía 2 millones de dólares, y New York Life Insurance Company tenía una hipoteca de 500 000 dólares sobre la propiedad.

### Principios y mediados delsigloXX
En los años posteriores a la renovación, Pettit se endeudó y New York Life nombró a un administrador para cobrar los alquileres del Bennett Building. Con una demanda pendiente en su contra, Pettit abandonó Nueva York a mediados de 1898. A pesar de varios intentos de localizar o contactar a Pettit, todos fueron infructuosos. Ese agosto, el edificio se vendió a Henry B. Sire por 1,5 millones de dólares. En 1904, como resultado de una demanda de ejecución hipotecaria, el Bennett Building fue vendido a New York Life por 907 000 dólares. El edificio se caracterizó en ese momento como "un lamentable experimento realizado en el sector inmobiliario" por Pettit.
El Bennett Building luego se vendió por 1 millón de dólares en abril de 1906 al inversor de Filadelfia Felix Isman, que planeaba renovar el Bennett Building. Isman también anticipó adquirir el anexo de Ann Street en una próxima venta de ejecución hipotecaria contra Sire, el propietario del anexo. George B. Wilson tomó posesión del edificio el mismo año. Ese diciembre, surgió una controversia sobre una tubería de agua sin medidor en el edificio: se descubrió que los propietarios debían 2 550 (equivalentes a 72 562 dólares en 2019) durante diecisiete años, pero Wilson, Isman y New York Life no asumieron la responsabilidad. En respuesta, los funcionarios de la ciudad arrancaron la tubería de agua durante la mitad del día, mientras una casa de baños en el edificio estaba en funcionamiento, lo que provocó que los clientes de la casa de baños se quejaran. Al final, Isman y la ciudad llegaron a un acuerdo y la tubería de agua se volvió a colocar con un medidor.
La familia de Wilson retuvo la propiedad hasta al menos 1919, cuando el New York-Tribune informó que se había vendido a un "sindicato de conocidos agentes inmobiliarios". Sin embargo, la Comisión de Preservación de Monumentos Históricos de la Ciudad de Nueva York (LPC) declaró que el edificio permaneció en propiedad de la familia Wilson hasta la década de 1940. De cualquier manera, el edificio fue vendido a Jackadel Associates en 1949. Jackadel cerró la entrada norte de Nassau Street y trasladó la entrada de Ann Street y la entrada sur de Nassau Street al nivel de la calle. La entrada original de Fulton Street había sido cerrada para entonces, porque una escalera a la estación de metro de Fulton Street estaba directamente en frente de la puerta. El Bennett Building se vendió de nuevo en 1951 a Harry Shekter, quien planeaba utilizar el edificio como inversión. En ese momento, el Bennett Building se evaluó en 700 000 dólares.

### Finales delsigloXXy principios delXXI
El Bennett Building se vendió a Haddad & Sons Limited en 1983.Bajo la propiedad de Haddad, el exterior del edificio se modificó ligeramente. Se agregaron nuevos escaparates en Fulton Street y en la parte sur del lado de Nassau Street; las fachadas a nivel del suelo en estos lados se movieron hacia afuera 0,6 m. La entrada principal se trasladó a Fulton Street desde Nassau Street, mientras que la entrada de Nassau Street se cambió para que condujera a una escalera al segundo piso. Se agregó un dosel en los tres lados por encima de la planta baja. El Bennett Building también se volvió a pintar en agua, crema y rosa.
ENT Realty Corporation compró el edificio en 1995 y lo arrendó a un consorcio liderado por Robert Galpern. Casi al mismo tiempo, la conservacionista Margot Gayle dirigió un esfuerzo para que el Bennett Building se conservara como un hito oficial de la ciudad. Galpern objetó que el estatus de hito le dificultaría realizar incluso las reparaciones básicas. El 21 de noviembre de 1995, el LPC convirtió el edificio en un hito designado por la ciudad de Nueva York. El 7 de septiembre de 2005, el Bennett Building fue designado como propiedad contribuyente al distrito histórico de Fulton – Nassau, un distrito del Registro Nacional de Lugares Históricos.

## Recepción de la crítica
Poco después de que se terminó el Bennett Building, se describió como "uno de los edificios más importantes y hermosos" de la ciudad de Nueva York. En sus dos primeras décadas, se había hecho conocido como un hito no oficial del Bajo Manhattan, y fue descrito como "uno de los montones más grandes y majestuosos del centro de la ciudad". En 1991, Christopher Gray de The New York Times describió el edificio como "haber sido invadido por manadas de soportes". Después de la designación emblemática del Bennett Building en 1995, Gray declaró que el edificio, "una vez uno de los rascacielos notables de Nueva York", se había "perdido entre el pandemonio minorista de Upper Nassau Street".